# ميلتون سكوت ميشيل
ميلتون سكوت ميشيل (بالإنجليزية: Milton Scott Michel)‏ (23 أكتوبر 1916 - 8 يوليو 1992)؛ روائي أمريكي.

## روابط خارجية
- ميلتون سكوت ميشيل على موقع قاعدة بيانات برودواي على الإنترنت (الإنجليزية)